# معركة سرت (2011)
معركة سرت هيَ نزاع اندلعَ بتاريخ 15 سبتمبر 2011 بين الثوار الليبيين وكتائب العقيد معمر القذافي للسيطرة على مدينة سرت الساحلية الاستراتيجية، وذلك بعدَ فترة دامت قرابة أسبوعين من المُفاوضات حولَ تسليم المدينة دون إراقة دماء.

## الخلفية (23 أغسطس - 14 سبتمبر)

### جبهة الشرق
في يوم الثلاثاء 23 أغسطس احتشدت قوات كبيرة من ثوار المدن الشرقية مثل بنغازي والبيضاء  بعدَ انتصارهم أخيراً على الكتائب في صراع البريقة وأجدابيا الطويل وسيطرتهم على مدينة البريقة - التقدم عبر الطريق الساحلي الليبي نحوَ مدينة سرت الاستراتيجية، وتمكُّنوا خلال تقدمهم هذا من السيطرة على بلدة بشر ومدينتي العقيلة ورأس لانوف المُتجاورين. لكن في يوم الأربعاء 24 أغسطس وبعدَ أن بلغ الثوار مشارف مدينة بن جواد (التي تقع على مسافة 150 كيلومتراً فقط من سرت) قامت كتائب القذافي المُتمركزة في المدينة بقصفهم بسلاح المدفعية، وهوَ ما فاجأهم بعدَ أن كانوا يَتوقعون استسلام الكتائب فوراً إثرَ سقوط العاصمة، فأجبُروا بسبب هذا الهجُوم على التراجع قليلاً نحوَ الشرق بعدَ تقدُّمهم السريع خلال اليوم السابق، فيما تكلَّفوا خسائر بشرية قدرها 20 قتيلاً. لكن على الرغم من هذا التراجع فقد أفادت أنباءٌ في اليوم ذاته ببدء مُفاوضات في سرت لتسليم المدينة سلمياً و«دون إراقة دماء»، وقد وافقت بالفعل بعضُ قبائلها على ذلك.
في يوم الخميس 25 أغسطس تابعَ الثوار تراجعهم عبرَ الطريق الساحلي وقاموا بتعزيز مواقعهم في ميناء رأس لانوف لكي يُصبحوا خارج مدى صواريخ الكتائب التي تقصفهم بها. وفي يوم الجُمعة كانت الاشتباكات لا تزال مُستمرَّة على طريق رأس لانوف - بن جواد، واستمرَّت الكتائب بقصف مواقع الثوار مُستخدمة صواريخ سكود، فيما نفذ الناتو بضعة غارات على مقارها في سرت. أفادَ أحد قادة الثوار العسكريِّين يومَ السَّبت بأن قواتهم باتت على مشارف مدينة بن جواد، فيما استمرَّت المُفاوضات بشأن تسليم سرت على الجبهة الأخرى (الغربية). وفي يوم الأحد 28 أغسطس بدأ الثوَّار أخيراً التقدم نحوَ مدينة بن جواد مجدداً، فاقتحموها وسيطروا عليها بينما انسحبت الكتائب غرباً نحوَ سرت، وبعدَ أن أحكمَ الثوار سيطرتهم على المدينة تابعوا طريقهم نحوَ الغرب أكثر على طول الطريق الساحلي، فكانوا على مَسافة 100 كيلومتر فحسب من مدينة سرت بنهاية اليوم. كما سيطروا في اليوم ذاته على قريتي النوفلية والهراوة الواقعتين على الطريق نفسه. لكن على الرغم من هذا التقدم، عادت الكتائب في يوم الإثنين 29 أغسطس لتقصف الثوار مجدداً فانسحبوا مرة أخرى إلى أطراف المدينة الشرقية، ثمَّ سرعان ما عادوا بعدها وشنوا هجوماً جديداً على المدينة وتمكنوا من إحكام سيطرتهم عليها، فيما تكلَّفوا بالمقابل بسبب هذه المعارك 45 قتيلاً في صُفوفهم.
في يوم 1 سبتمبر وبعدَ عدَّة أيام من مفاوضات سرت التي لم تأت بنتيجة، أعلن مصطفى عبد الجليل رئيس المجلس الوطني الانتقالي أن الثوار سيَمنحون المدينة أسبوعاً حتى تعلن استسلامها، وإلا فسيَبدؤون المعركة. وقد عثرَ على جثث 4 قتلى من الثوار في يوم 4 سبتمبر قرب سرت، كانت الكتائب قد قتلتهم خلال انسحابها من العاصمة طرابلس وألقت بهم في الطريق. فيما تمكن الثوار باليوم ذاته من السيطرة على قرية «أم القنديل» القريبة من سرت. في يوم الخميس 8 سبتمبر قطعَ الثوار مسافة كبيرة نحوَ سرت وتمكنوا من الاستيلاء على منطقة الوادي الأحمر (التي لطالما تعرَّضوا للكمائن عندها في السابق) بعدَ خسارتهم لـ12 مقاتلاً وقتلهم 3 بالمبابل من كتائب القذافي، فيما بدأت الكتائب حملة اعتقالات عَنيفة في سرت نفسها استهدفت المناهضين لنظام القذافي. وخلال اليوم ذاته قام حلف الناتو بقصف بعض فلول الكتائب المتبقية في مُحيط سرت، معَ استمرار المُفاوضات لتسليم المدينة.
في فترة أيام 10 - 14 سبتمبر استمرَّت المعارك في مُحيط سرت، فنشبت اشتباكات حولَ الهراوة قصفت فيها الكتائب الثوار مُستخدمة صواريخ غراد فيما ردَّ هؤلاء بمدافع الهاون، وعُموماً استمر الثوار بتمشيط القرى والبلدات المحيطة بسرت وأجروا اتصالات ومُفاوضات كثيرة معَ أهاليها بشأن حقبة ما بعدَ القذافي، وذلك بعدَ أن تمركز الثوار في منطقة تسمى «بوابة الخمسين» تبعُد مسافة 50 كيلومتراً عن سرت. كما قامت خلال هذه الفترة مجموعة من جنود الكتائب بالالتفاف حولَ مناطق الثوار ومُهاجمة خطوطهم الخلفية في رأس لانوف، ونجحت في قتل 15 من عمَّال النفط هناك، لكنها حوصرت بعدَ ذلك. وانتهت اشتباكات هذه الأيام الخمسة بسُقوط 80 قتيلاً في صُفوف الثوار على الأقل.

### جبهة الغرب
بدأت قوَّات الثوار في مدينة مصراتة بالتقدُّم نحوَ الشرق مُتجهة إلى سرت منذ حسم معركة مصراتة لصالحهم في 15 مايو، وبذلك بدأت معركة جبهة مصراتة التي بلغ الثوار عدة مرَّات خلالها مدينة تاورغاء وسيطروا عليها، وكانت آخرها في 13 أغسطس عندما تمكَّن الثوار أخيراً من إحكام سيطرتهم عليها، ولم يُواجهوا مقاومة بعدها في المدينة. وبعدَ سُقوط طرابلس وبدء تقدم ثوار الشرق الليبي في أواخر أغسطس،[بحاجة لمصدر] بدأ ثوار مصراتة بالتقدم من تاورغاء نحوَ الشرق بسُرعة للالتقاء بثواره واللالتحاق بهم في سرت. في يوم 24 أغسطس أعلنَ الثوار عن بلوغهم «بلدة الوشكة» الوَاقعة على مسافة 137 كيلومتراً جنوبَ مصراتة، وفي يوم 28 أغسطس أصبحوا على مسافة 30 كيلومتراً فحسب غربَ سرت بعدَ تقدم قواتهم المسلحة بالدبابات التي حصلت عليها من قاعدة عسكرية في زليطن.

## المعركة

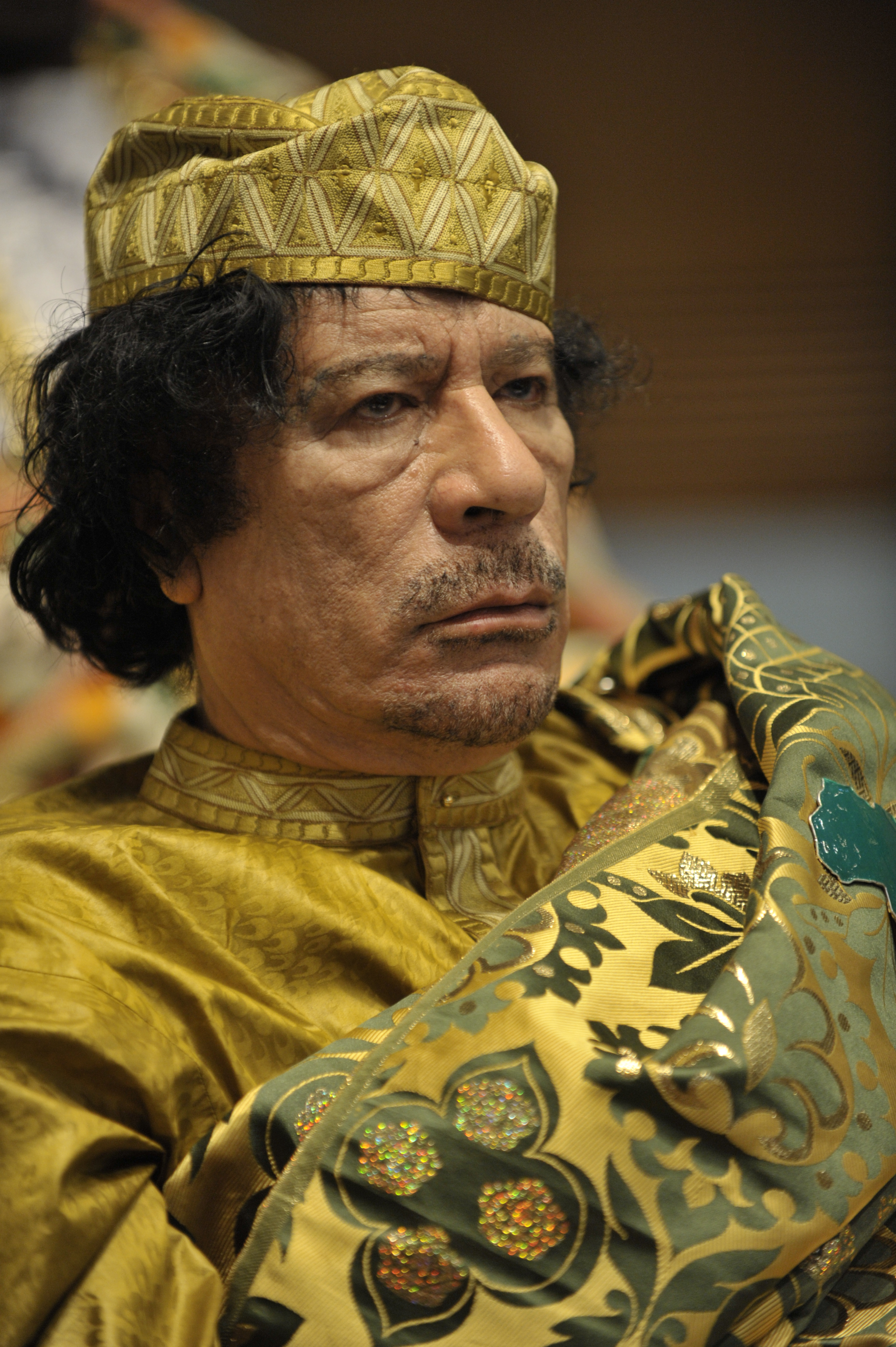
العقيد مُعمَّر القذَّافي في المؤتمر الثاني عشر للإتحاد الأفريقي في مدينة أديس أبابا عاصمة أثيوبيا، يوم 2 فبراير / شُباط سنة 2009م.

### بداية الاشتباكات والاقتحام
في يوم 13 سبتمبر نشبت اشتباكات خفيفة داخل شوارع مدينة سرت بين كتائب القذافي وثوار من داخل المدينة نفسها، وكان ذلك أوَّل اشتباك داخل المَدينة منذ بداية ثورة 17 فبراير. ثمَّ في يوم الخميس 15 سبتمبر بدأ الثوار من خارج المدينة (وأيضاً للمرَّة الأولى منذ بداية الثورة) بدخولها لطرد الكتائب منها. ففي صباح اليوم، بدأ ثوار جبهة غرب سرت (القادمون من مصراتة في قافلة قوامها أكثر من 900 مدرعة) بالتقدم نحوَ المدينة، وعندما بلغوا «مفرق أبو قرين» انقسموا إلى ثلاثة مجموعات ليُهاجموا المدينة من ثلاث جهات ما بين الغرب والجنوب، إذ سلكت إحداها الطريق الساحلي والأخرى الصحراوي والثالثة المناطق الجبلية الجنوبية. لكن سُرعان ما تعرَّضت الكتيبة الثالثة بقيادة «فوزي الزواوي» إلى إطلاق نار خلال عبورها لقرية «وادي بيه» الواقعة على مسافة 150 كيلومتر جنوبَ غرب سرت، فتسبَّبت هذه الأحداث بتوقف سير الكتيبة لمُعظم اليوم بسبب انشغالها في الاشتباكات بالقرية وبالتفاوض معَ المسلحين الموالين للقذافي للاستسلام. وإلى جانب ذلك وردت أنباءٌ غير مؤكدة عن أن الناتو قصف في اليوم ذاته قافلة تابعة لكتائب القذافي على مسافة 50 كيلومتراً جنوب سرت وهيَ تفرُّ نحو الصحراء الجنوبية.
لكن على الرُّغم من هذه الأحداث التي عرقلت تقدم إحدى كتائب الثوار الثلاثة فقد استطاعت الكتيبتان الأخرى ان لاحقاً بلوغ سرت أخيراً، وفاجأتا قوات القذافي باقتحام المدينة من جهتي الجنوب والغرب لا الشرق على ما كانت تتوقَّعه. وقد استطاعَ الثوار التقدم داخل المدينة سريعاً واخترقوا خطوط الكتائب الدفاعية، حتى أنهم بلغوا «جسر الغريبات» الرئيسيّ في سرت الذي يَقع عندَ مدخلها الجنوبي الغربي وعبروه، لكن معَ ذلك فقد واجهوا مُقاومة شديدة العُنف من طرف الكتائب أجبرتهم على الانسحاب من المدينة بعد هذه الاشتباكات والتراجع لمسافة كيلومترين منها لإسعاف الجرحى. وبعدَ حدوث هذا الهُجوم غير المتوقع سارعت كتائب القذافي إلى محاصرة سرت بالدبابات لمنع هروب السكان إلى خارجها، فيما بدأت حركة نزوح ضخمة في ريف المدينة والقرى المُحيطة بها تحسباً للمعارك القادمة. وكانت نتيجة هذا الهُجوم في النهاية هيَ سُقوط 11 قتيلاً في صُفوف الثوار، بالإضافة إلى عددٍ آخر من الجرحى.

### الثوار يسيطرون على أجزاء من المدينة
في يوم 16 سبتمبر دخلَ الثوار سرت مجدداً من جهتي الطريق الساحلي والنهر الصناعي وعادوا للاشتباك معَ كتائب القذافي، ونجحوا بعدَ بعض المعارك التي استُخدمت خلالها الصواريخ والمدفعية في السيطرة على مطار مدينة سرت بالكامل بالإضافة إلى أجزاء أخرى من المدينة. وفي قت لاحق ادَّعى بعض الثوار أنهم بسطوا سيطرتهم على 70% من مدينة سرت، بالإضافة إلى بقعة «وادي جارف» الواقعة جنوبي غربها التي تُعد أكبر معقل لقبيلة القذاذفة (قبيلة القذافي) في المنطقة، والتي قاموا بتمشيط منازل لأقارب للقذافي فيها. وقد أسفرت اشتباكات اليوم بالمجمل عن سُقوط 12 قتيلاً وزهاء 60 جريح في صفوف الثوار.
في يوم السبت 17 سبتمبر أفادَ أحد ضباط الثوار بأنهم أصبحوا يُسيطرون في الوَقت الحالي على الجزء الجنوبي من المدينة وعلى طريقها السَّريع، أما بقيَ فهوَ في يد الكتائب. لكن معَ ذلك فبعدَ وقت قصير جاءت أنباءٌ أخرى قالت أن ثوار تعرَّضوا لقصف عنيف بالصواريخ وهُجوم من طرف الكتائب أجبرهم على التراجع والانسحاب من المدينة، وبعد انسحابهم أخذوا بتعزيز مواقعهم حولها استعداداً للهُجوم القادم. وعلى جبهة الشرق بدأ الثوار أخيراً باستئناف تقدُّمهم نحوَ سرت، فقطعوا 10 كيلومترات إضافية تقريباً نحوَ بوابات المدينة الشرقية، لكنهم ظلُّوا يتقدمون ببطء بسبب مقاومة الكتائب الشرسة، فكانوا يزحفون شيئاً فشيئاً ويُرهقون الكتائب بالقصف المكثف ثمَّ يَستولون على مواقعها.
في يوم 18 سبتمبر أكَّد الثوار أن مطار سرت لا زالَ في أيديهم منذ مساء الجمعة 16 سبتمبر، وأنه لم يَسقط في يد الكتائب من وقتها. وفي المُقابل أطلقَ الثوار في يوم الأحد هجوماً جديداً على سرت بعدَ انسحابهم المُتتالي منها خلال الأيام السابقة، إذ بدؤوا بقصفها بالصواريخ من مواقع تمركزٍ لهم عندَ مدخل سرت الجنوبي، ودخلوا في اشتباك معَ قوات للقذافي كانت مُتمركزة داخل «مجمع مؤتمرات واغادوغو». كما أفادَ المجلس الوطني الانتقالي خلال يوم الأحد بأن طائرات الناتو قصفت مبنى في سرت وقتلت فيه «عدداً كبيراً من مقاتلي القذافي».
في يوم الإثنين 19 سبتمبر أطلقَ الثوار هجوماً جديداً على المدينة بعدَ أن أعادوا تنظيم صُفوفهم مساء الأحد، وقد حاولوا مرة أخرى السيطرة على «مجمع مؤتمرات واغادوغو» (الذي اشتبكوا فيه نفسه خلال اليوم السابق) لكنهم أجبروا على التراجع منه تحتَ وطأة الرصاص وقاذفات الصواريخ. وأما على جبهة الشرق فقد تقدَّم الثوار أكثر، إذ تمكنوا من السيَّطرة على بلدتي الهراوة وسلطان وقطعوا مسافة 20 كيلومتراً إضافية نحوَ سرت، وبذلك تبقت مسافة 38 كيلومتراً بينهم وبين المدينة.

## الوضع الإنساني بسرت أثناء المعركة
في يوم الأربعاء 14 سبتمبر أفادَ تقريرٌ للمجلس العسكري للثوار في مصراتة بأن الوضع الإنسانيَّ في مدينة سرت أصبحَ متأزماً، في ظلِّ نقص الماء والطعام يَتزايد باستمرار وانقطاع للكهرباء، وذلك فوق انتشار نقاط التفتيش داخل المدينة (والتي تَقوم بتضييق الحصار ومنع دخول الأغذية)، وملئ جنود القذفي لشوارعها. وبعدَ اندلاع القتال في 15 سبتمبر بدأت حركة نزوح ضخمة من المدينة إلى ريفها والقرى المُحيطة بها، ونتيجة لذلك قامت كتائب القذافي بتطويقها بهلال من الدبابات، مضيِّقة الخناق على السكان أكثر ومانعة إياهم من الهروب إلى خارج المدينة. وفي يوم الإثنين 19 سبتمبر أفادَت أنباءٌ بأن مئات العائلات الجديدة فرَّت وتفرُّ كل يوم من سرت في ظل انقطاع الكهرباء والاتصالات، وقدَّرَ أحد الهاربين النسبة بأن حوالي ثلث سكان المدينة كانوا قد هجروها حتى ذلك التاريخ.